# Lambert Cadwalader

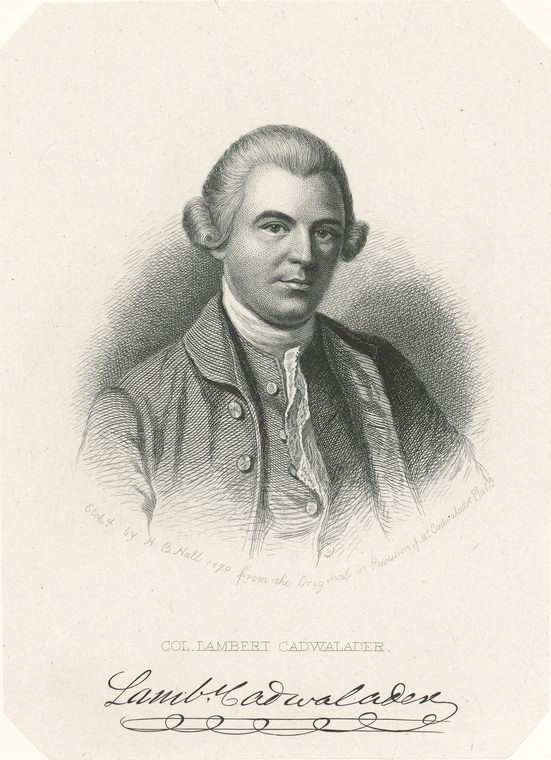
Lambert Cadwalader

Lambert Cadwalader (* 1742 auf Greenwood bei Trenton, Province of New Jersey; † 13. September 1823 ebenda) war ein US-amerikanischer Politiker. Zwischen 1789 und 1795 vertrat er zwei Mal den Bundesstaat New Jersey im US-Repräsentantenhaus; zuvor war er Delegierter beim Kontinentalkongress.

## Werdegang
Lambert Cadwalader wuchs während der britischen Kolonialzeit auf. Er war der Sohn von Dr. Thomas Cadwalader (1706–1779) und Hannah Lambert (1712–1786), sein Bruder war John Cadwalader, dazu kamen die Schwestern Mary, Rebecca, Margaret und Elizabeth. Er besuchte die Dr. Alison’s Academy und studierte danach an der University of Pennsylvania in Philadelphia, schloss das Studium aber nicht ab, sondern begann als Händler zu arbeiten. Zu Beginn der amerikanischen Revolution schloss sich Cadwalader dieser Bewegung an. Bereits zehn Jahre vor dem Ausbruch des Unabhängigkeitskrieges widersetzte er sich im Jahr 1765 der britischen Zollpolitik. Er war einer der Unterzeichner einer Erklärung gegen britische Importe. Im Jahr 1775 war er Delegierter auf der Provincial Convention in Pennsylvania. 1776 nahm er außerdem an der verfassungsgebenden Versammlung des Staates New Jersey teil. In den folgenden Jahren diente er in der Kontinentalarmee; dabei stieg er bis zum Oberst auf. Zwischenzeitlich geriet er in Kriegsgefangenschaft.
1793 heiratete er Mary McCall (1764–1848), ihr Sohn war Thomas McCall Cadwalader (1795–1873).
Nach dem Krieg schlug Cadwalader eine politische Laufbahn ein. Von 1785 bis 1787 war er Delegierter beim Kontinentalkongress in New York. Politisch stand er seit 1789 der Bundesregierung unter Präsident George Washington nahe. Bei den in New Jersey staatsweit ausgetragenen Kongresswahlen des Jahres 1789 wurde er für den zweiten Sitz seines Staates in das US-Repräsentantenhaus gewählt, wo er am 4. März 1789 sein neues Mandat antrat. Bis zum 3. März 1791 absolvierte er eine Legislaturperiode im Kongress. Im Jahr 1792 wurde er als Kongressabgeordneter für das fünfte Mandat seines Staates gewählt. Damit konnte er zwischen dem 4. März 1793 und dem 3. März 1795 eine weitere Legislaturperiode im US-Repräsentantenhaus verbringen.
Nach dem Ende seiner Zeit im US-Repräsentantenhaus zog sich Cadwalader aus der Politik zurück. Er starb auf der Plantage Greenwood in Trenton, New Jersey am 13. September 1823. Er wurde auf dem Quäker-Friedhof in Trenton begraben.
Sein Enkel John Lambert Cadwalader hatte von 1874 bis 1877 als Assistant Secretary of State das damals zweithöchste Amt im Außenministerium der Vereinigten Staaten inne.
Er war gewähltes Mitglied der American Philosophical Society. und Sklavenhalter.